# 雪像

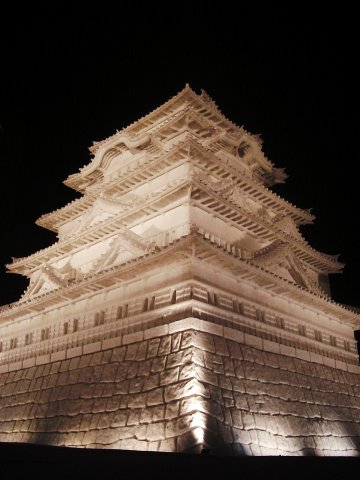
第63回さっぽろ雪まつり 会津・若松城雪像

雪像（せつぞう）とは、雪を原材料に作った像のことである。

## 概要
雪を固めてさまざまに形を作る。雪だるまや雪うさぎがよく知られている。
大型の雪像は、主に雪の多く降る地方で観光振興や町おこしのための雪まつりのモニュメントとして、もしくは芸術的な創作を目的に作られる。
さっぽろ雪まつりで見られるような、一度雪山を作ってから削りだす手法が多いが、雪を積み上げながら形を整える手法などもあり、その作り方に定義は無い。

## 雪
通常、身の回りの積雪を利用するが、イベントの場合は内部融解、凝固点降下等による倒壊が発生しにくい、不純物が少ない新雪を利用している。

## テクニック
- 雪像の補強

雪像デザインによっては、木・金属・プラスチック等の補強材を埋め込み補強する。
- 利用する道具

スコップ、ケレン棒、マサカリ、ナタ、のこぎり、バケツ、はしご、スノーダンプ、ほうき、チェンソーなど。

## 参考資料
1. ↑  雪の力学的一考察（陸上自衛隊第11師団第11特科連隊編集）
2. 1 2  さっぽろ雪まつり-よくある質問
3. 1 2  さっぽろ雪まつり市民雪像制作ガイド（著：さっぽろ雪まつり実行委員会）.2015年10月26日参照